# L'ombra del passato
L'ombra del passato (Murder, My Sweet) è un film del 1944 diretto da Edward Dmytryk.
La sceneggiatura si basa sul romanzo Addio, mia amata di Raymond Chandler pubblicato a New York nel 1940.
Nel 1975 ne è stato realizzato un remake, Marlowe, il poliziotto privato, diretto da Dick Richards e interpretato da Robert Mitchum.

## Trama
L'investigatore privato Philip Marlowe viene contattato da Moose Malloy, un ex-galeotto, ed incaricato di mettersi sulle tracce di Velma Valento, sua vecchia fidanzata, un tempo cantante in un night club ed ora scomparsa misteriosamente dalle scene. Mentre Marlowe intraprende quest'indagine, deve parallelamente fare i conti con un'ulteriore inchiesta relativa al furto di una preziosa collana di giada.
Ingaggiato da Lindsay Marriott, finisce per essere coinvolto nel suo misterioso omicidio, quindi la proprietaria della collana rubata, Helen Grayle, lo getta in pasto al losco Amthor che lo sequestra con l'obiettivo di avere notizie sulla preziosa refurtiva.
Marlowe riesce a liberarsi e trova sostegno in Ann Grayle, la cui unica preoccupazione è quella di salvaguardare il padre, che soffre per i tradimenti della moglie Helen, troppo  seducente e giovane per lui.
Tra mille colpi di scena Marlowe riesce a mettere insieme i pezzi di un rompicapo nel quale la figura chiave è proprio l'enigmatica signora Grayle. Infatti è lei Velma Valento che, lasciata la sua identità dopo la disavventura che portò in carcere il suo compagno Moose, sì ristabilì grazie alle cure psicologiche di Amthor che così però venne a conoscenza di tutti i suoi segreti. Sposato il miliardario Grayle, divenne amante di Marriot e prima di cadere vittima dei ricatti di Amthor ha finto il furto della collana sollevando un ginepraio. Ha ucciso poi il suo amante e avrebbe ucciso anche Marlowe, salvo solo per caso e per intervento involontario di Ann. Quando Marlowe scopre tutto Helen/Velma sta per ucciderlo ma è salvato dal tradito Grayle che interviene freddando la moglie. Quindi irrompe Moose, chiamato dallo stesso Marlowe per riabbracciare la sua Velma, ma trovandola uccisa, la vendica venendo colpito a morte a sua volta dallo stesso Grayle.
Marlowe, ferito agli occhi dall'ultimo scontro a fuoco, finisce il racconto alla polizia dell'intera storia, svolto come un unico lungo flashback, dichiarandosi inconsapevolmente ad Ann, che ha ascoltato tutto, e con la quale si bacia nell'ultima scena in cui, bendato, viene messo in un taxi che lo deve riportare a casa.

## Produzione
Il film fu prodotto dalla RKO Radio Pictures (presents) (con il nome R K O Radio Pictures, Inc.) con un budget stimato di 400.000 dollari. Le riprese durarono dall'8 maggio 1944 al 1º luglio 1944. Venne girato in California, a Hollywood, a West Hollywood, a Los Angeles, a Hollywood Hills, sul Sunset Boulevard e all'Argyle Hotel, all'8358 del Sunset Blvd., West Hollywood (Sunset Towers - appartamento di Jules Amthor).

## Distribuzione
Il copyright del film, richiesto dalla RKO Radio Pictures, Inc., fu registrato il 19 marzo 1945 con il numero LP13166.
Distribuito dalla RKO, il film uscì nelle sale cinematografiche USA il 9 dicembre 1944.
Sul mercato italiano sono uscite diverse edizioni Home-Video del film in Dvd. Le prime, nel formato originale 1,33:1, sono state distribuite da RKO e Sony/Columbia.

## Accoglienza

### Critica
"Quintessenza del film nero, un piccolo capolavoro di cinema espressionista, con una qualità visiva che influenzò molti film dell'epoca." da Il Morandini - Dizionario dei film.